# Thyrsopteris elegans
Thyrsopteris elegans ist ein Vertreter der Baumfarne (Cyatheales). Die Art ist die einzige der Gattung Thyrsopteris und der Familie Thyrsopteridaceae. Sie kommt nur auf den Juan-Fernández-Inseln vor der Küste Chiles vor.

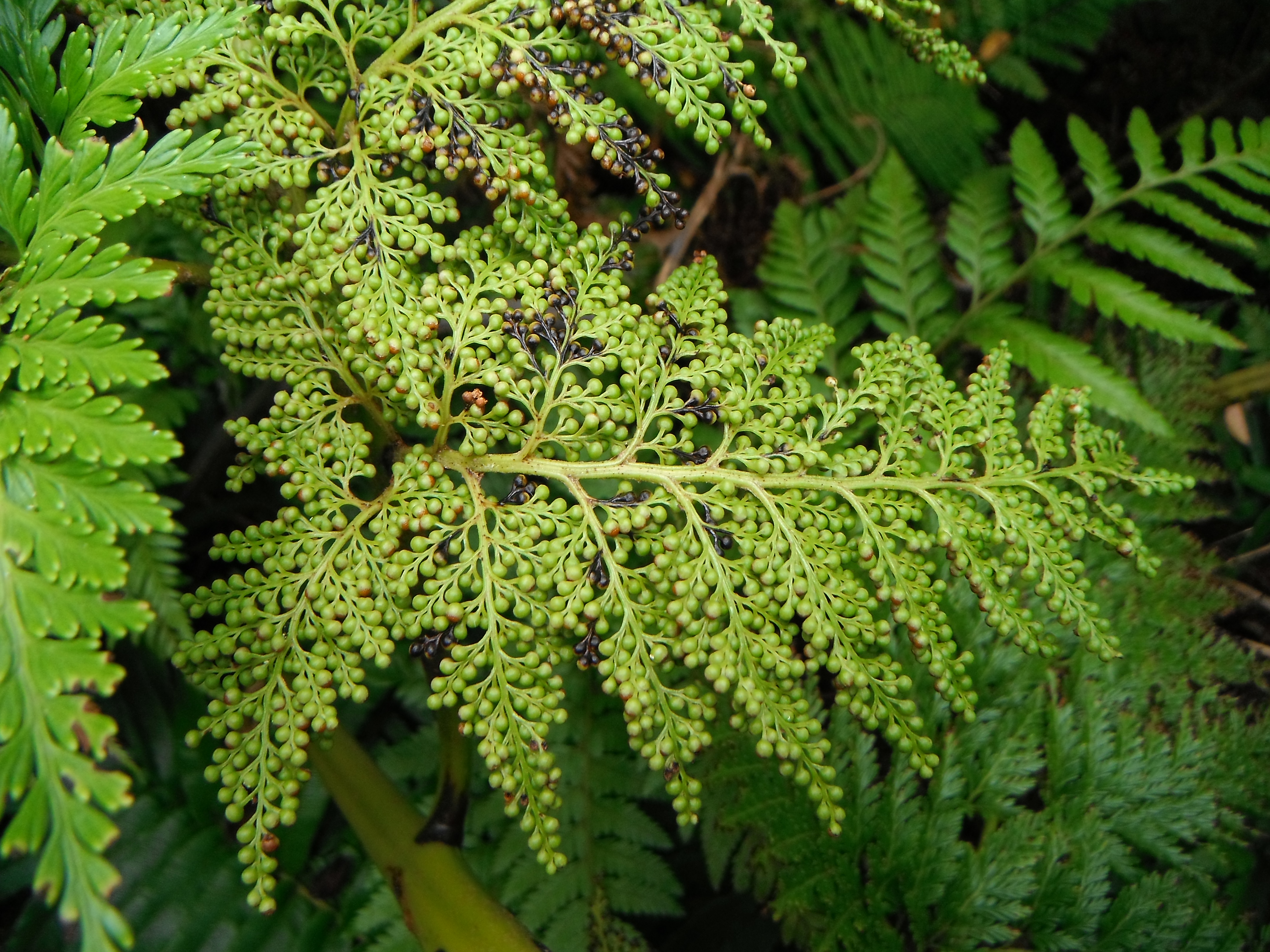
Thyrsopteris elegans

## Merkmale
Die Rhizome sind aufsteigend oder aufrecht und besitzen eine Solenostele. Sie bilden Ausläufer und sind mit steifen, mehrzelligen Haaren besetzt. Die Blätter sind 2 bis 3,5 m lang, drei- bis fünffach gefiedert und teilweise dimorphisch: die Sori sind häufig auf die proximalen Blattsegmente beschränkt. Die Blattachsen sind an der Oberseite gefurcht. Die Nerven enden frei. Die Sori stehen terminal an den Nerven, äußere und innere Indusien sind verschmolzen und bilden asymmetrische, becherförmige Strukturen. Jeder Sorus steht auf einem eigenen, säulen-keulenförmigen Receptaculum. Die Sporangien haben undurchsichtige Anuli. Die Sporen sind kugelig bis tetraedrisch und deutliche Kanten.
Die Chromosomenzahl beträgt x = ca. 78.

## Verbreitung
Die Art ist auf den Juan-Fernández-Inseln endemisch.

## Systematik und Taxonomie
Die genaue systematische Position der Art ist unklar; sie ist jedoch eindeutig mit den Baumfarnen verwandt.
Die Art wurde 1834 von Gustav Kunze in Linnaea 9, S. 507 erstbeschrieben. Ein Synonym ist Dicksonia elegans (Kunze) Mett.

## Belege
- Alan R. Smith, Kathleen M. Pryer, Eric Schuettpelz, Petra Korall, Harald Schneider, Paul G. Wolf: A classification for extant ferns. In: Taxon. Band 55, Nr. 3, 2006, ISSN 0040-0262, S. 705–731, Abstract, PDF-Datei.